# Tres corazones y tres leones
Tres corazones y tres leones es una novela fantástica de 1961 escrita por Poul Anderson.  Es también un relato corto de Poul Anderson aparecido en 1953 en  The Magazine of Fantasy & Science Fiction.

## Argumento
Holger Carlsen es un agente aliado encubierto que ayuda a la resistencia danesa contra los nazis. Tras ser herido en el campo de batalla, Holger deja de ser un moderno soldado para encarnarse en un caballero armado, Ogier el Danés, exiliado en un mundo de brujería y magia. La hechicera Le Fay le utilizará para librar la batalla contra el Mal y la doncella cisne querrá que ayude a su apacible pueblo. Al principio, él se negará a servir a ambas en un intento de retornar a la realidad, pero es aquí, bajo el ardiente aliento del dragón, donde deberá luchar y morir...

## Otras obras
Holger aparecerá también como personaje secundario en la obra de Anderson A Midsummer Tempest, donde seguía siendo incapaz de regresar a su mundo original.  Además, también aparece (junto a otros personajes clásicos de ciencia ficción) en el torneo al final de la obra de Robert A. Heinlein El Número de la Bestia.

## Influencias
- Tres corazones y tres leones y otras obras de Anderson figuran entre las principales influencias de Gary Gygax en la creación del sistema de juego para Dungeons & Dragons.[2] El sistema  original de alineamiento de D&D, categorías de personajes como paladines y magos, hechizos y objetos mágicos, así como un amplio número de criaturas fantásticas: basiliscos, goblins, kobolds, trols, enanos, elfos, etc. figuran entre los aspectos del juegos influenciados por la novela.[3]

- El escritor británico de fantasía Michael Moorcock ha escrito que Tres corazones y tres leones es una importante influencia en sus historias; en la dedicatoria de Elric of Melniboné, dice: A Poul Anderson, por La Espada Rota y Tres Corazones y Tres Leones. Al fallecido Fletcher Pratt, por El Pozo del Unicornio. Al desaparecido Bertolt Brecht, por La ópera de los tres centavos, obra que, por alguna oscura razón, relaciono con las anteriores como una de las principales influencias en las primeras historias de Elric.[4]

- La frontera que atraviesa la Europa ficticia del libro, separando la versión de Anderson del Sacro Imperio Romano Germánico en el oeste del agresivo y amenazador Faerie en el este, parece estar más o menos en la misma ubicación que la línea divisoria que durante la Guerra Fría separaba el bloque occidental del oriental en la Europa real. El Imperio y Faerie, tal como se describe en el libro, parecen de hecho participar en una especie de guerra fría, con sospechas, una continua hostilidad mutua y abundantes conflictos locales, pero renunciando a una guerra total contra su rival.

## Premios
El relato corto de 1953 fue finalista al Premio Hugo retrospectivo en el 2004.